# 安哥拉巨龍屬
安哥拉巨龍屬（學名：Angolatitan）是蜥腳下目巨龍形類恐龍的一屬，生存於白堊紀晚期的安哥拉。
目前只有發現一個部分右前肢，包含肩胛骨、肱骨、尺骨、橈骨、三個掌骨，肱骨長1.1公尺。在2005年，古生物學家奧克塔維奧·馬特烏斯（Octávio Mateus）在安哥拉本哥省發現這些化石，屬於Itombe組地層，地質年代約9000萬年前，相當於土侖階晚期。
在2011年，奧克塔維奧·馬特烏斯等人將化石進行敘述、命名，模式種是阿達馬斯托安哥拉巨龍（A. adamastor）。屬名意為「安哥拉的泰坦」；種名則是以傳說中的希臘海洋怪獸阿達馬斯托（Adamastor）為名。
安哥拉巨龍是種基礎型巨龍形類恐龍，比腕龍還要衍化，而比盤足龍還要原始；盤足龍因為牠們很晚出現在化石紀錄而著名。安哥拉巨龍的化石發現於沙漠環境，但當時可能位於水平面之下。安哥拉巨龍是安哥拉所發現的地一種恐龍。